# Felicia Lang
La agente Felicia Lang es un personaje de ficción de la serie de la televisión americana, Prison Break, interpretada por la actriz Barbara Eve Harris. Lang se introdujo en la segunda temporada en el episodio "Scan", como uno de los agentes del FBI con la tarea de ayudar Alexander Mahone en su persecución de los 8 de Fox River. Lang es una mujer aparentemente fría con una actitud recta, aunque revela su lado más suave cuando empieza a mostrar su preocupación por Mahone, sobre su cada vez más errática conducta. Con respecto a su vida personal, se sabe que no tiene hijos, pero si un hermano con una historia de abuso de drogas.

## Segunda temporada
A Lang se la asignó al caso, de los 8 de Fox River, aproximadamente 2 días después del escape, cuando Mahone parecía disgustado con algunos de los agentes que habían servido bajo sus órdenes durante ese tiempo. Ella no tenía experiencia anterior trabajando con el agente Mahone. Al principio, es asigna por Mahone para investigar a Kacee Franklin y convencerla de que traicionara a su marido. Kacce parecía algo renuente sobre participar en la captura de su marido (C-Note). A pesar de ello Lang no duda en organizar un operativo que involucra a la esposa de C-Note en un esfuerzo por capturarlo. Fríamente amenazó a Kacee de poner a su hija en el sistema de cuidado y adopción, si ella no estaba de acuerdo en cooperar. El agente Wheeler era diferente a Lang y criticó los métodos de Mahone. Por eso Alexander Mahone parecía confiar más en ella y le asignó seguir a Sara Tancredi esperando que los llevara a Michael Scofield. Sara descubrió que la seguían, así que abandonó la idea de ir con los hermanos rindiéndose ante los agentes del FBI; Lang la arrestarla rápidamente. Aunque Lang parecía cauta inicialmente con Mahone y su temperamento inestable, ella mostró su preocupación hacía él cuando Asuntos Interiores investigaba la complicidad de Mahone en muchas muertes. Cuando Mahone huye del país para evitar a ser arrestado, no se revela si Lang conocía su destino.

## Tercera temporada
En la tercera temporada, Lang ayuda a Mahone a salir de la penitenciaria federal de Sona, ya que Mahone al irse del país, fue arrestado en Panamá, Lang intenta ayudar a Mahone y le dice que tiene que testificar en el juicio, Mahone le dice que necesitaba los medicamentos para poder testificar en buen estado ya que mientras estaba en Sona no tenía medicamentos para tomar. Sin embargo, Lang no llega a tiempo al juicio y Mahone no pudo testificar de buena forma, haciendo que volviera a Sona, en este momento Lang le pide perdón y le entrega una moneda, le dice que cuando salga de Sona se lo devolviera.